# プペ・ダンサント
プペ・ダンサント（仏語Poupée dansante、「踊る人形」の意）は、かつて存在した日本の軽演劇の劇団である。

## 略歴・概要

### 旗揚げ
「浅草オペラ」が1923年（大正12年）9月1日の関東大震災で壊滅して以来、安来節を上演していた「御園座」は、大森玉木が新築し、1930年（昭和5年）11月1日に「玉木座」としてオープンした。支配人には、大森が見込んだ佐々木千里が就任した。佐々木は、浅草オペラの時代には、「外山千里」の名でチェロを弾いていた。
同日のオープンと同時に旗揚げしたのが、この「プペ・ダンサント」である。「Poupée dansante」とは、フランス語で「踊る人形」の意、伊庭孝が命名した。旗揚げ興行に出演したメンバーは、清水金太郎・清水静子夫妻、柳田貞一、二村定一、榎本健一、杉寛、木村時子、淡谷のり子、中山呑海、郷宏之（青木湯之助）、大友壮之介、如月寛多、藤原釜足、森健二、北村武夫、和田肇、水町玲子、筑波正弥、白崎菊三郎、木村時子、田川淳吉（斎藤豊吉）、外崎幹子（外崎恵美子）、武智豊子、澤モリノであった。
榎本は、「新カジノ・フォーリー」を前月に10月に畳んだばかりで、新カジノに舞台装置家として参加していた菊谷栄が作家として参加、同年初演の『世界漫遊』などを書いた。文芸部長は新カジノに引き続きサトウハチロー、文芸部には菊谷のほか、菊田一夫、斎藤豊吉らがいた。同年の暮れ、1930年12月、菊田一夫作『阿呆疑士迷々伝』を初演した。

### 人気
1931年（昭和6年）1月、菊田作の『西遊記』を初演、榎本が孫悟空、柳田が猪八戒、二村が三蔵法師を演じ、大ヒットした。菊谷栄は「佐藤文雄」の筆名で『最後の伝令』を書き、同年初演となった。同作は「エノケン喜劇の伝家の宝刀」と呼ばれ、何度も上演された。サトウもナンセンス喜劇『古風仇討マラソン』を書いた。
同劇団にはほかに、和田肇、田谷力三、竹久千恵子、藤尾純、川田義雄、サトウロクロー、木村時子、沢マセロらが出演した。

### 脱退
榎本健一はその後、翌1931年（昭和6年）11月に二村定一、武智豊子とともに脱退、翌月の同年12月、「浅草オペラ館」に、二村との2人座長の新しい劇団「ピエル・ブリヤント」を結成した。同じころ、支配人の佐々木千里が玉木座を退職し、淀橋区角筈（現在の新宿区新宿3丁目）に同年12月31日、劇場および劇団「ムーランルージュ新宿座」を開いた。

### 解散
1933年（昭和8年）1月、菊田一夫が「プペ・ダンサント」に復帰したが、同年4月、榎本は古川ロッパ、徳川夢声らと浅草常磐座で「笑の王国」を旗揚げした。同年6月、プペ・ダンサントは解散した。

## 関連事項
- カジノ・フォーリー
- ピエル・ブリヤント
- 笑の王国
- ムーランルージュ新宿座

## 註
1. 1 2 3 4  帝京平成大学公式サイト内の「笑い学講座」内の記事「第32回 エノケンロッパの登場1」の記述を参照。
2. ↑  国立音楽大学音楽学部音楽学学科作成の資料「エノケンさんに 会いにゆこう!」（2004年11月）の記述を参照。
3. 1 2  青森県近代文学館公式サイト内の記事「菊谷栄原稿『最後の伝令』」（佐々木朋子）の記述を参照。